# Nachtmystium (EP)
Nachtmystium è un EP del gruppo musicale omonimo, pubblicato nel 2003 dalla Regimental Records.

## Tracce
1. The Glorious Moment – 5:22
2. Cold Tormentor (I've Become) – 2:55
3. Come Forth, Devastation – 3:30
4. Embrace Red Horizon – 2:31
5. Call of the Ancient – 4:24
6. Gaze upon Heaven in Flames (cover dei Judas Iscariot) – 5:48

## Formazione
- Azentrius - voce, chitarra, basso
- Aamonael - chitarra
- Zmij - voce (tracce 1-4)
- Wargoat Obscurum - batteria